# القراءة الخلدونية
القراءة الخلدونية هي كتاب قراءة ما زال ضمن منهج الأول الابتدائي بالعراق، كتبه ساطع الحصري سنة ١٩٢٢ على طريقة جديدة، وسمّى كتابه على اسم ابنه خلدون، وذُكِرَ في هذه الخلدونية عبارة «زيزي ناري داري»، وذكر جلال الحنفي أن مؤلف القراءة الخلدونية اتخذَ أسلوبًا في تهجي الحروف ولفظها لم يُعرَف في لسان العرب.، وتلك الطريقة الجديدة في الكتاب اضطرتْ ساطع إلى تأليف كتاب آخر مُرشداً لكتابه القراءة الخلدونية، يُسمّى المنهج التعليمي في هذا الكتاب «الطريقة الصوتية» التي تُذكر فيها أصوات الحروف ثم الكلمات التي تنشأ منها، وهذه الطريقة تناسب اللغة العربية لأن أغلب كلماتها يتوافق فيها النطق والكتابة، على عكس اللغة الإنكليزية التي لا يتوافق فيها دائماً نطق الكلمة وإملاؤها، ويناسبها منهج تعليمي آخر يُسمى «الطريقة الجُمَلِيّة»، ولم يكن في القراءة الخلدونية نصوص دينية. وقد استعان ساطع ببعض أصدقائه على التصحيح اللغوي للقراءة الخلدونية قبل طبعها. أوقف تدريس الكتاب مدة في الثلاثينات، وذلك لاعتراضاتٍ عليه، واقترحُ بديلاً منه كتابُ القراءة لمؤلفه متي عقراوي الذي كُتب وفق الطريقة الجُمَلِيّة، ثم ما لبث كتاب مَتّي أن يُلغى، وأعيد تدريس القراءة الخلدونية، وقرر ساطع الحصري أن يُهدي حقوق نشرَ الكتاب إلى وزارة المعارف لكيلا يقال إنه أراد المنفعة لنفسه.

## وصلات خارجية
- القراءة الخلدونية ، الطبعة السابعة (1965)